# Claudio Norza
Claudio Norza (Roma, 20 giugno 1957) è un regista italiano.

## Biografia
Nel corso della sua carriera, ha curato la regia di serie televisive italiane come Un medico in famiglia (dalla seconda alla sesta stagione), La squadra, Compagni di scuola, Cuori rubati e Agrodolce. 
Norza ha anche diretto la miniserie Baciati dall'amore, ultimo ruolo interpretato da Pietro Taricone prima di morire nel 2010, che successivamente vorrà dedicare all'attore.

## Filmografia

### Cinema
- Ancora più bello (2021)
- Sempre più bello (2021)
- Me Contro Te presenta: Cattivissimi a Natale (2024)

### Televisione
- Un posto al sole, Rai 3, (1998)
- Un medico in famiglia, Rai 1, (2000-2009)
- La squadra, Rai 3, (2000)
- Compagni di scuola, Rai 2, (2001)
- Cuori rubati, Rai 2, (2002-2003)
- Un posto tranquillo, Rai 1, (2005)
- Agrodolce, Rai 3, (2008-2009)
- Baciati dall'amore, Canale 5, (2011)
- Alex & Co., Disney Channel, (2015-2017)
- Penny on M.A.R.S., Disney Channel, (2018-2019)
- Din Don - Una parrocchia in due, Italia 1, (2019)
- Marta & Eva, Rai Gulp, (2021-in corso)
- Una mamma all'improvviso, Canale 5, (2023)